# Songs for Judy
Songs for Judy is een solo live-album van Neil Young. De opnames zijn gemaakt tijdens een tournee door de Verenigde Staten in 1976. Tijdens het eerste deel van de optredens speelde Neil een akoestische solo set, tijdens de tweede helft speelde hij rockmuziek met zijn band Crazy Horse. Op dit album staan opnames van het akoestische gedeelte.

## Achtergrond
Het album is opgedragen aan de Amerikaanse actrice en zangeres Judy Garland. Tijdens het intro vertelde Neil Young aan het publiek dat hij haar achter het podium heeft ontmoet en dat ze met elkaar hebben gesproken. Maar Judy Garland is al in 1969 overleden.
De optredens hebben plaatsgevonden in november 1976 in diverse steden in de Verenigde Staten. Neil Young werd o.a. vergezeld door journalist Cameron Crowe en fotograaf Joel Bernstein, die de concerten registreerden, waaruit veertig jaar later dit album is ontstaan. In de tussentijd zijn er wel bootleg versies van deze concerten verschenen.
Op dit album staan zowel (in die tijd) nieuwe nummers als oudere songs. Sugar mountain is een van Youngs oudste nummers en dateert uit 1964, Mr. Soul is in 1967 opgenomen met zijn toenmalige band Buffalo Springfield.  White line is pas veel later verschenen op het album Ragged Glory (1990). No one seems to know is nog niet eerder uitgebracht.
Campaigner is een politiek nummer (met de passage “Even Richard Nixon has soul”) en staat voor het eerst op de 3-delige LP-set Decade uit 1977. Het country-achtige Love is a rose is bekend van Linda Ronstadt. In het orkestrale A man needs a maid speelt Neil op een synthesizer.
Alle nummers zijn geschreven door Neil Young, hij zingt en speelt akoestische gitaar, banjo, mondharmonica,  synthesizer en piano.

## Tracklist
1. Songs for Judy (intro) – Atlanta, GA – 24 nov. (3:25)
2. Too far gone – Boulder, Colorado – 6 nov.  (3:14)
3. No one seems to know – Boulder, Colorado – 7 nov. (2:29)
4. Heart of gold – Fort Worth, Texas – 10 nov. (2:53)
5. White line – Fort Worth, Texas – 10 nov. (2:45)
6. Love is a rose – Houston – 11 nov. (2:20)
7. After the gold rush – Houston – 11 nov. (4:15)
8. Human highway – Madison, Wisconsin – 14 nov. (3:04)
9. Tell me why – Chicago –  15 nov. (3:34)
10. Mr. Soul – New York – 20 nov. (3:06)
11. Mellow my mind – New York – 20 nov. (2:29)
12. Give me strength – New York – 20 nov. (3:27)
13. A man needs a maid – New York – 20 nov. (4:53)
14. Roll another number – Boston – 22 nov. (2:22)
15. Journey through the past – Boston – 22 nov. (3:17)
16. Harvest – Boston – 22 nov.  (2:42)
17. Campaigner – Boston – 22 nov. (3:30)
18. Old laughing lady – Atlanta – 24 nov. (5:18)
19. The losing end – Atlanta – 24 nov. (3:51)
20. Here we are in the years – Atlanta – 24 nov. (3:56)
21. The needle and the damage done – Atlanta – 24 nov. (2:26)
22. Pocahontas – Atlanta – 24 nov.  (3:49)
23. Sugar mountain – Atlanta – 24 nov. (6:08)

## Medewerkers
- Productie: Cameron Crowe, Joel Bernstein, David Briggs en Neil Young.
- Opnames: (tracks 1 - 9 en 23) originele cassettes Joel Bernstein en PA board mix Tim Mulligan
- Opnames: (tracks 10 – 22) multi-track recording David Hewitt, met assistentie van Phil Gitazer
- Mixing: John Howland en Tim Mulligan (in Redwood Digits)
- Mastering: Tim Mulligan (in Redwood Digits)  en Chris Bellman (at Bernie Grunman Mastering, Hollywood, California
- Mixing: John Howland
- Hoesontwerp: Daryl Hannah, Alex Tenta
- Notities binnenhoes: Cameron Crowe, Joel Bernstein
- Fotografie: Joel Bernstein

David Briggs heeft eerder diverse albums van Neil Young geproduceerd (waaronder de eerste drie albums). Daryl Hannah is de huidige vrouw van Neil Young.

## Waardering
De Amerikaanse site AllMusic waardeerde dit album met vier sterren (het maximaal aantal is vijf).
In de volgende landen bereikte dit album de hitlijsten:
| land             | piek |
| ---------------- | ---- |
| Zwitserland      | 1    |
| België (Vlaams)  | 25   |
| België (Waals)   | 25   |
| Verenigde Staten | 37   |
| Nederland        | 47   |
| Duitsland        | 54   |
| Zweden           | 55   |
| Oostenrijk       | 57   |
| Spanje           | 58   |
| Groot-Brittannië | 62   |
| Italië           | 79   |